# 五味卯三郎
五味 卯三郎（ごみ うさぶろう、1855年8月28日〈安政2年7月16日〉 - 1923年〈大正12年〉9月1日）は、日本の政治家、資産家、地主。東京府会議員、東京市会議員、神田区会議員。族籍は東京府平民。

## 経歴
栃木県宇都宮の人で、宇都宮藩士・五味吉房の二男。1869年、東京に出て吉川慎堂の門に入り漢籍・洋書を学んだ。1875年、分かれて一家を創立した。
1873年、樺太に渡り、後九州に於いて警察官となり西南戦争に従う。1879年、兄が病んで没した。卯三郎は官を辞めて上京し、遺子・保に其の後を継がせ、自ら分家した。
1892年、神田区会議員に挙げられ、以来20有余年間毎回当選した。1896年、東京府会議員に挙げられ、1897年、東京市会議員に選出された。東京市参事会員である。
1923年9月1日、関東大震災により死去、翌年の1924年8月11日に葬儀を行う。墓所は青山霊園1-ロ-16。

## 人物
資産家である。信仰は仏教（禅宗）。趣味は弓術。愛読書は山陽の著書。住所は東京神田猿楽町。

## 家族・親族
五味家
- 父・吉房（栃木県人、旧宇都宮藩士[2][5]） - 戸田大和守に仕え、明治維新後職を官に奉じる[7]。
- 兄・勇曹[7]
  - 同長男・保（1874年[8] - ?、地家主、住所は神田駿河台[8]、国鉄勤務・五味信の父）
- 妹・こう（1872年 - ?、男爵・坂本俊篤の妻）[2][5]
- 妻・てう（1856年 - ?、東京、稲富直の姉[2]、元旗本・稲富三五郎の二女[1]、あるいは三女[7]）
- 長男・三吉（1882年 - ?、金融業）[9]
  - 同妻・コト（1892年 - ?、栃木、橋本雅五郎の四女）[2][5][9]
  - 同二男・秀夫（1922年[10] - 、地主[10]）
  - 同長女・静（1913年 - ?）[9]
  - 同二女[9]
  - 同三女[9]
- 二男・勇（1901年 - ?）[2][5]
- 長女・春（1895年 - ?、川島繁雄の妻）[5]
- 女・事（1898年 - ?）[5]
- 三女・菊（1907年 - ?）[2][5]
- 孫